# Comedia elegíaca
La comedia elegíaca (o comedia latina medieval) es la denominación convencional con la que se indica un género literario o tipo de textos de la latinidad medieval compuesto prevalentemente en forma métrica y caracterizados por los contenidos cómicos y licenciosos y la alternancia entre diálogos y partes narradas (salvo el Pamphilus seu De amore o el Babio, por entero dialogados). En la literatura científica se habla mejor de comedias latinas medievales o comedias latinas del siglo XII y  siglo XIII.
El florecimiento del género se inscribe principalmente en el llamado renacimiento del siglo XII. No se conoce con certeza el origen y la finalidad de estos textos: pueden ser productos retóricos o tal vez obras destinadas a una verdadera y propia puesta en escena, en cuyo caso se piensa más bien en la recitación por una sola voz. Tampoco se sabe si habría habido un influjo o connivencia con el surgimiento del teatro medieval en lengua vulgar.  El caso es que su florecimiento tuvo alguna importancia para la historia literaria por la influencia que ejercieron sobre autores posteriores en lengua vulgar, en particular sobre la fabulación y la novelistica medieval, de la cual anticiparon temas y tonos, y sobre la comedia humanística del Quattrocento.

## Rasgos comunes
La tradición crítica ha fijado una serie de elementos peculiares del género, presentes en la totalidad o en gran parte del corpus.
En primer lugar, la forma métrica clásica adoptada en prevalencia es la del dístico elegíaco. Solo en dos casos, sin embargo, se ha adoptado el hexámetro: en el De tribus sociis y De nuncio sagaci, este último en hexámetros leoninos con homoioteleuton entre la cláusula y la sílaba en cesura.
Otro elemento característico es la alternancia de partes narrativas y diálogos o monólogos en cada una de las comedias, con las excepciones inicadas más arriba, totalmente dialogadas.
En cuanto a los modelos literarios, los autores realizaban reelaboraciones de Plauto o Menandro y, según algunos críticos, los verdaderos modelos a los que se acercarían serían Horacio, como derivación de sus Sátiras y Epístolas, y Ovidio, y también Terencio, Virgilio, Juvenal, Lucano, Estacio y Maximiano. Misteriosas y difíciles de investigar, en edad medieval, son a veces, en las obras de Iacopo da Benevento, las coincidencias con los Mimiambos de Herondas, cuya tradición se remonta a un solo papiro solo conocido a fines del siglo XIX.
Sin embargo, el influjo verdaderamente definitorio es el de Ovidio, que se despliega en modo a veces invasivo y aparece siempre preponderante, con la sola excepción del De more medicorum. Este influjo se inserta en un fenómeno bien conocido que atraviesa una época entera literaria a caballo entre dos siglos y que ha inspirado a Ludwig Traube la definición, a veces reductiva, de Aetas Ovidiana, entendida como paradigma connotativo de una época entera literaria de la Edad Media comprendida entre el siglo XII y el xiii. La imitatio ovidiana no aparece solo en la forma métrica, sino que alcanza el estilo, la lengua, la versificación, expresiones y estilemas presentes en todas estas comedias.
Otro elemento común es el estilo, caracterizado por el recurso al ornatus (casi siempre ornatus facilis), del que se deduce que tanto los autores como los destinatarios de los textos eran personas cultas, capaces de apreciar los artificios retóricos de los que son tan ricos aquellos.
El tema más frecuente es el erótico y amoroso, con algunas excepciones más ligadas a los fabliaux y el mundo folclórico (Aulularia, De Tribus sociis, De clericis et rustico, De Lombardo et lumaca, De more medicorum). Esta temática amorosa está modulada, sin embargo, desde una perspectiva casi siempre misógina, que presenta solo mujeres hipócritas, arteras, lujuriosas, etc.
Un último rasgo común en este género es la aparición de personajes humildes como criados y siervas que se alejan por completo de la caracterización de los esclavos fieles y devotos de Terencio para ser descritos como individuos desleales y poco recomendables, indolentes (Geta y Birria en Geta), truhanes (Spurio en Alda, Sàrdana en Aulularia), e incluso delincuentes (Fodio en Babio). Un personaje perteneciente a este grupo es el de la alcahueta (presente en Lidia, Pamphilus y otras más) que se inspira en la Dipsas ovidiana y prefigura los de Trotaconventos del Libro de buen amor y Celestina de la tragicomedia de Fernando de Rojas.

### Sobre su carácter dramático
Una cuestión que ha ocupado a la crítica por muchos decenios es la que atañe a la condición de estos textos como verdaderas comedias escritas para ser representadas, o solamente para ser leídas. Aunque este punto está lejos de haber quedado resuelto, una contribución importante fue la de Gustavo Vinay en 1952, que concluyó tras su análisis que solo cuatro de ellas (Pamphilus, Babio, Geta y Aulularia) pueden considerarse verdaderos textos dramáticos, en tanto que los demás deben clasificarse como novelle, fabliaux latinos, etc.
Un aspecto que debe tenerse en cuenta es que el término mismo 'comedia' no aparece más que tres veces en todo el corpus, una en el prólogo de Alda y dos en el de Aulularia.

## Orígenes

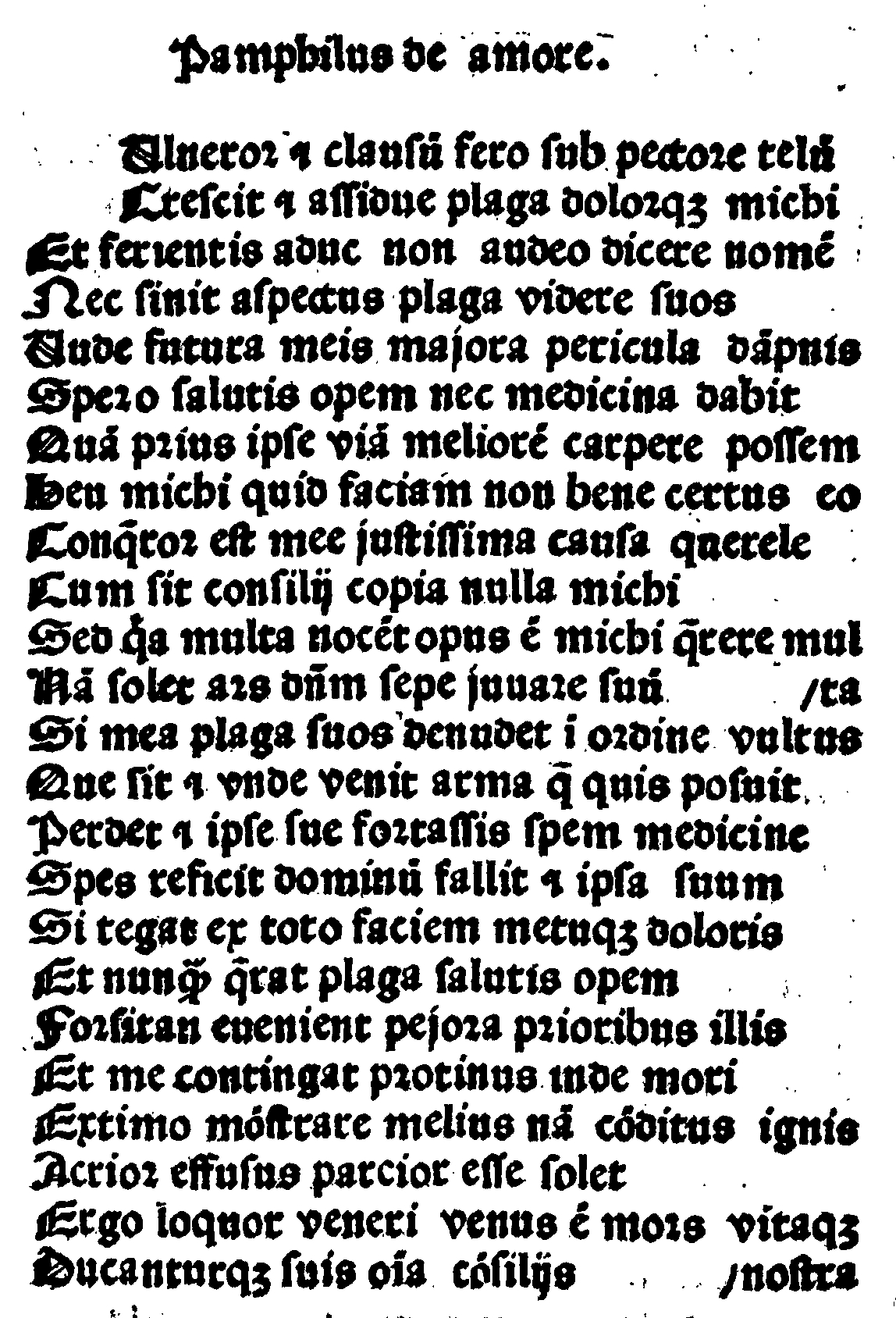
Pamphilus de amore (1150 ca.), Zaragoza, Pablo Hurus y Juan Planck, incunable de 1480-84.

Los datos indican el origen de este género en la Francia del siglo XII, y más en concreto en Orleans estuvo el foco más importante de esta actividad. De ahí irradió a Inglaterra y, en el siglo XIII, a Italia y Alemania, formando en total un pequeño corpus de veinte obras.
Digno de notarse es que en el siglo XIII hubo un pequeño reflorecimiento del género en la Corte de Federico II de Suabia.
La forma arquetípica del género naciente es el Pamphilus, (para Peter Dronke, producto cultural de la Inglaterra de Enrique II y datable en torno al año 1150), y las únicas dos obras conocidas del francés Vital de Blois, verdaderamente la figura predominante del género en su primera etapa: Geta (1150 ca.), curioso ejercicio de diversión literaria que transpone el Anfitrión de Plauto, y Querolus (o Aulularia), realizado en 1175, a imitación del Querolus, obra anónima del siglo VI, a su vez inspirada en la Aulularia de Plauto.
El Pamphilus, en particular, ocupa una posición especial en el corpus: enteramente dialogado, anticipador del Libro de buen amor del arcipreste de Hita y de La Celestina de Fernando de Rojas (1499), ha sido definido por María Rosa Lida de Malkiel «obra maestra» entre todas las comedias elegíacas, de las cuales se destacaba netamente por la capacidad de resolver la inspiración ovidiana en una propuesta en la que convergían motivos, reflexiones e introspecciones amorosas del roman courtois o la novela cortesana.
La licenciosidad alusiva de las obras resulta insuperable en De tribus puellis, que narra en primera persona el juicio con el que el autor decide cuál de tres muchachas es la que mejor canta, y la ganadora le concede como pago por su decisión pasar la noche juntos.

## Autores
Entre los autores conocidos, aparte del ya citado Vital de Blois, se encuentran Guillermo de Blois (hermano del celebérrimo Pierre de Blois), Mateo de Vendôme, y Arnulfo de Orleans.
Aparte hay que considerar el ambiente cultural suavo del Reino de Sicilia (siglo XIII) un curioso y más tardío florecimiento del género literario, con cuatro obras; entre los autores que lo cimentaron los únicos de los que se conoce el nombre son Riccardo da Venosa y Iacopo da Benevento, ambos juristas y autores, respectivamente, de dos obras estrictamente emparentadas con los modelos literarios del siglo precedente: la singular Paolino y Polla (De Paulino et Polla, insólitamente rica de partes dialogadas, que aparece influida por el Pamphilus y el Geta de Vital de Blois), dedicada por Riccardo al emperador Federico II di Suabia, y la De uxore cerdonis (atribuida a Iacopo da Benevento, estrechamente emparentada al Pamphilus y a la Alda de Guillermo de Blois. En la obra del beneventano Iacopo son también reconocibles coincidencias con los Mimiambos de Herondas: se trata de circunstancias singulares y no fácilmente explicables en este momento del conocimiento moderno de Herondas, que se debe a un papiro descubierto a fines del siglo XIX.

## Corpus

### Área francesa
- De nuntio sagaci u Ovidius puellarum, anónima, hacia 1080.
- Geta, de Vital de Blois,  hacia 1150.
- Aulularia o Querolus, de Vital de Blois, hacia 1175.
- De Afra et Milone o Milo, de Mateo de Vendôme, hacia 1160.
- Alda, de Guillermo de Blois, hacia 1170.
- Lidia, de Arnulfo de Orleans (?), hacia 1170.
- Miles gloriosus, de Arnulfo de Orleans (?), hacia 1170.
- De tribus puellis, anónima, fines del s. xii o principios del xiii.
- De tribus sociis, de Godofredo de Vinsauf, finales del s. xii o principios del xiii.
- De clericis et rustico, anónima, finales del s. xii o principios del xiii.
- De mercatore, anónima, finales del s. xii o principios del xiii.

### Área francobritánica
- Pamphilus de amore, anónima, alrededor del año 1100.
- Babio, anónima, hacia 1150
- Pamphilus, Gliscerium et Birria, de Hugo de Nonant, 1154-1180.
- Baucis et Traso, anónima, después de 1170.

### Área germánica
- Asinarius, anónima, principios del s. xiii.
- Rapularius I, anónima, principios del s. xiii.
- Rapularius II, anónima, principios del s. xiii.

### Área itálica
- De Paulino et Polla, de Riccardo da Venosa, hacia 1228-1229.
- De Lombardo et lumaca, anónima, del siglo xii.
- De more medicorum, anónima, de la primera mitad del s. xiii.
- De uxore cerdonis, de Iacopo da Benevento, mediados del s. xiii.